# Лейк-Гроув (Нью-Йорк)
Лейк-Гроув (англ. Lake Grove) — селище (англ. village) в США, в окрузі Саффолк штату Нью-Йорк. Населення — 11 072 особи (2020).

## Географія
Лейк-Гроув розташований за координатами 40°51′28″ пн. ш. 73°7′1″ зх. д. / 40.85778° пн. ш. 73.11694° зх. д. (40.857797, -73.116818).  За даними Бюро перепису населення США в 2010 році селище мало площу 7,64 км², з яких 7,63 км² — суходіл та 0,00 км² — водойми.

## Демографія
Згідно з переписом 2010 року, у селищі мешкали 11 163 особи в 3814 домогосподарствах у складі 2940 родин. Густота населення становила 1462 особи/км².  Було 3956 помешкань (518/км²).
Расовий склад населення:
| - 87,9 % — білих - 6,7 % — азіатів - 2,2 % — чорних або афроамериканців - 0,2 % — корінних американців - 1,7 % — осіб інших рас |

До двох чи більше рас належало 1,4 %. Частка іспаномовних становила 7,8 % від усіх жителів.
За віковим діапазоном населення розподілялося таким чином: 24,2 % — особи молодші 18 років, 63,1 % — особи у віці 18—64 років, 12,7 % — особи у віці 65 років та старші. Медіана віку мешканця становила 39,4 року. На 100 осіб жіночої статі у селищі припадало 98,6 чоловіків;  на 100 жінок у віці від 18 років та старших — 95,1 чоловіків також старших 18 років.
Середній дохід на одне домашнє господарство  становив 112 664 долари США (медіана — 94 960), а середній дохід на одну сім'ю — 123 157 доларів (медіана — 107 212). Медіана доходів становила 70 136 доларів для чоловіків та 53 370 доларів для жінок. За межею бідності перебувало 9,2 % осіб, у тому числі 11,2 % дітей у віці до 18 років та 5,8 % осіб у віці 65 років та старших.
Цивільне працевлаштоване населення становило 5695 осіб. Основні галузі зайнятості: освіта, охорона здоров'я та соціальна допомога — 26,1 %, роздрібна торгівля — 15,2 %, науковці, спеціалісти, менеджери — 10,3 %, мистецтво, розваги та відпочинок — 9,1 %.